# Belarusball
Belarusball (с англ. — «Белорусский шар») — персонаж Countryballs.

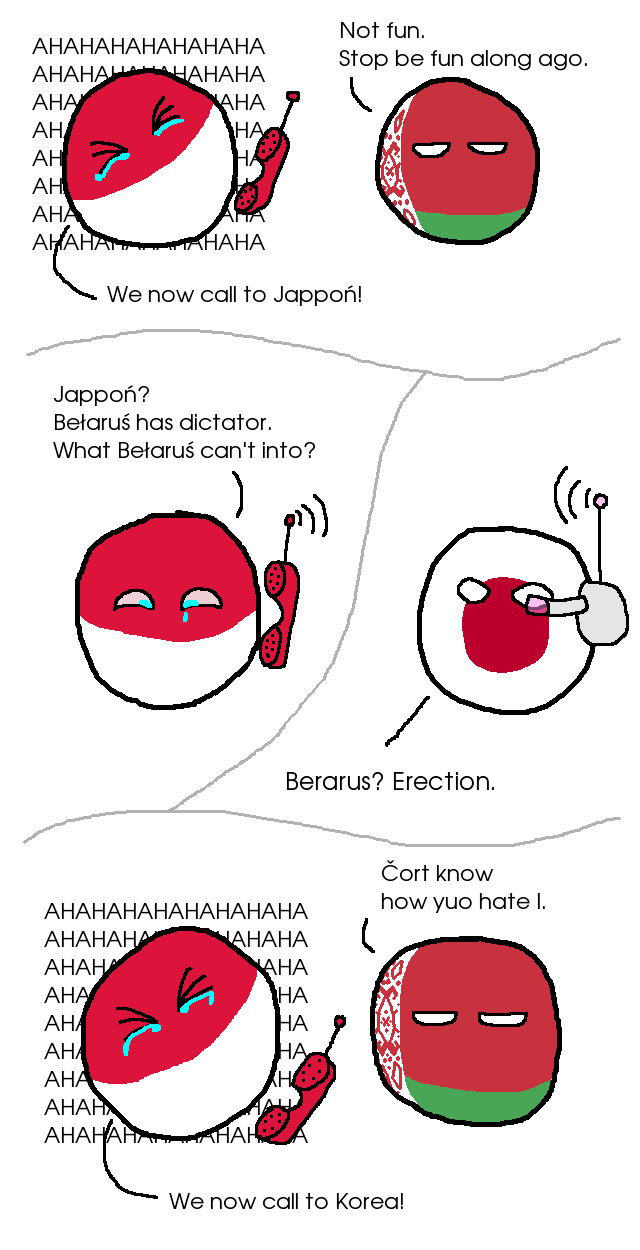
Комикс, обыгрывающий трудности Японии с произношением (слова «выборы» (election) и «эрекция» (erection) созвучны друг с другом) и внутриполитическую обстановку в Белоруссии

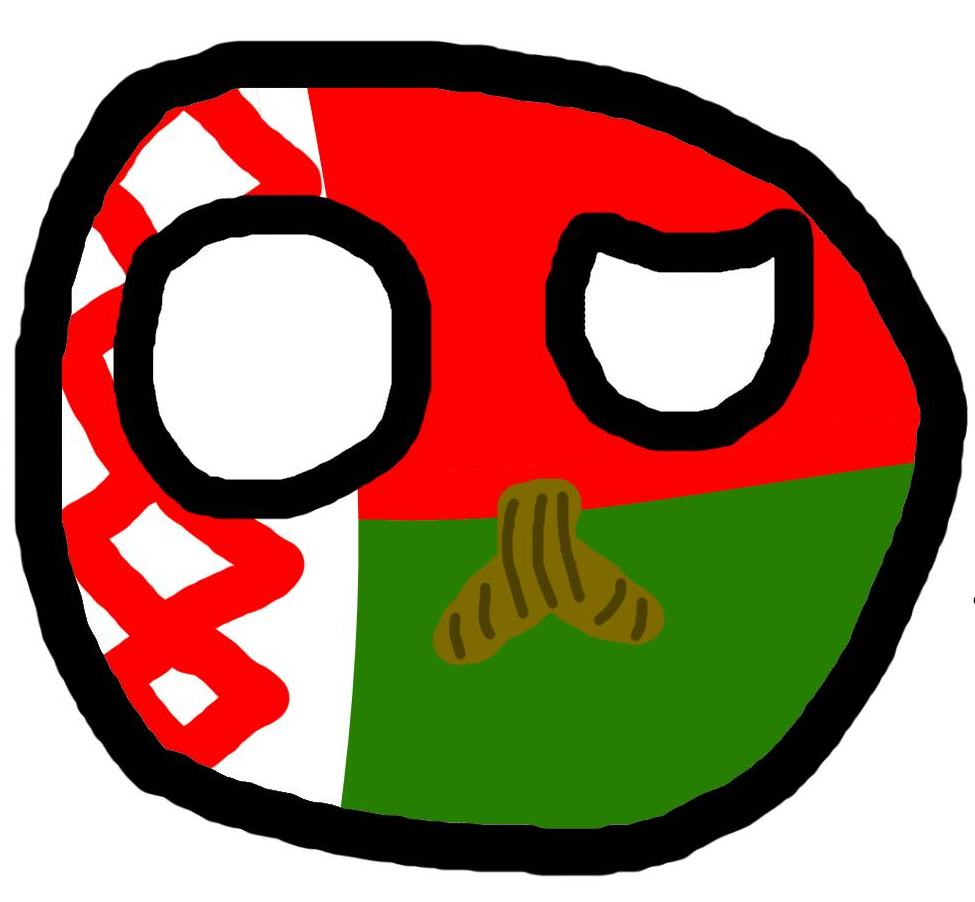
Пример рисунка Belarusball в образе А. Г. Лукашенко

## Образ
Образ Белоруссии формируется с помощью следующих характерных черт, ассоциирующихся со страной и народом:
- Бульба (картофель). Это является популярной темой не только для белорусского кантрибола, но и для многих белорусских юмористических сайтов (например, для сообщества Бульбаш, находящегося во ВКонтакте). Так, в одном из сюжетов Белоруссия вооружается «бульбомётом» для противодействия инопланетному вторжению, укрощает бульбозавра Бориса и создаёт союз государств под названием «Крахмаловое братство», состоящий из Белоруссии, Латвии и Ирландии[a][1].
- Сопоставление с трактором «Беларус» — одним из брендов страны[1].
- Придание кантриболу образа президента Белоруссии Александра Лукашенко. Это достигается простым приёмом — прорисовкой характерных усов и озвучкой. Например в сюжете, где кантриболы Японии, Германии и США спорят о том, чей автомобиль лучше, на тракторе «Белорус» приезжает кантрибол Белоруссии с усами и голосом Лукашенко, у которого на груди висит табличка «Бацька», и говорит: «Сосните!». Наконец, приезжает Россия на танке, и этот кантрибол говорит голосом её президента Владимира Путина: «Она [гражданская машина]… не завелась»[b][1].

Важным моментом для Белоруссии является осознание собственного положения между Западом (исторически Германией, Польшей, Европейским союзом) и Востоком (Россией).

### Комментарии
1. ↑  Действия сюжета были изложены в выпуске «COUNTRYBALLS №23 | Первый отпор», созданным популярным КБ-аниматором Art's Animations. Сам выпуск был опубликован на YouTube 1 ноября 2017 года.
2. ↑  Действия сюжета были изложены в выпуске «Countryballs #9 | Польша МОЖЕТ в космос!», созданным в своё время популярным и ныне не активным КБ-аниматором Devil's Bones (ранее был известен как GRChannel). Сам выпуск был опубликован на YouTube 6 сентября 2014 года.